# П'єдрас-Альбас
П'єдрас-Альбас (ісп. Piedras Albas) — муніципалітет в Іспанії, у складі автономної спільноти Естремадура, у провінції Касерес. Населення — 194 особи (2010).
Муніципалітет розташований на відстані близько 280 км на захід від Мадрида, 60 км на північний захід від Касереса.

## Демографія
Динаміка населення (INE ):

## Галерея зображень

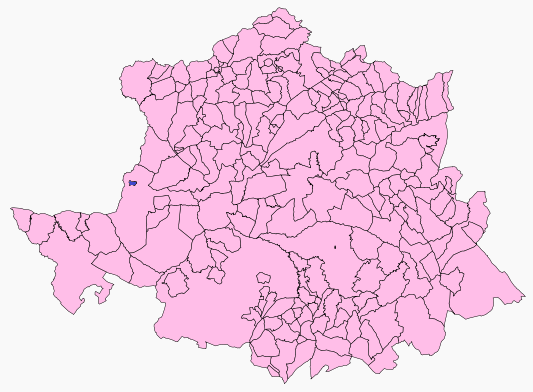
Розташування муніципалітету у провінції Касерес